# アロイジエ・ステピナツ
福者アロイジエ・ヴィクトル・ステピナツ （Alojzije Viktor Stepinac、1898年5月8日 - 1960年2月10日）は、クロアチアのカトリック教会高位聖職者。1937年から1960年まで、首都ザグレブのザグレブ大司教を務めた。1946年、ユーゴスラビア内外で世論を二分した評決において、ベオグラードの最高法廷はステピナツをウスタシャ政権へ協力した罪、そして正教会信徒のセルビア人をカトリックに強制改宗させるのを許可したことへの共謀罪で有罪とした。彼は16年の懲役を宣告されたが、5年後に釈放され、故郷クラシッチへ軟禁された。
1952年、ローマ教皇ピウス12世は彼を枢機卿に任命した。ステピナツは多血症患者であり、1960年、その病からくる血栓症で死亡した。61歳没。1998年、教皇ヨハネ・パウロ2世はステピナツを殉教者と宣言して列福し、再び世論を二分することとなった。

## 幼年時代
ステピナツは、クラシッチ教区のブレザリッチ村に生まれた。彼は小作農の8人の子の5番目であった。1909年、彼はザグレブのギムナジウムで学ぶため引っ越し、1916年に卒業した。彼が18歳の誕生日を迎える寸前に、彼はオーストリア＝ハンガリー帝国軍へ徴兵された。彼は第96カルロヴァツ歩兵連隊へ配属され、半年間の訓練をリエカで受けた。第一次世界大戦中、彼はイタリア戦線の支援へ送られた。1918年、彼は脚を負傷してイタリア軍の捕虜となり、5ヶ月間拘留された。セルブ・クロアート・スロヴェーヌ王国成立後、彼はもはや敵国の兵士として扱われなくなり、代わりにテッサロニキへ行ってユーゴスラビア師団へ志願した。数ヶ月後、彼は除隊され、1919年春に故郷へ帰った。
第一次世界大戦中に連合国側の軍務についたため、彼はユーゴスラビアの英雄を讃えるカラジョルジェの星勲章を授与された。戦後、彼はザグレブ大学農学部へ入学したが、わずか1学期だけでやめて、父を手伝うために故郷へ戻った。1922年、ステピナツはクロアチア・ワシ協会の一員となり、チェコスロバキアのブルノにある療養所へ旅行した。ステピナツは団体の礼拝行進で先頭に立ち、クロアチア国旗を掲げた。1924年、コレギウム・ゲルマニクム・エ・フンガリクム（en:Collegium Germanicum et Hungaricum、ドイツ語で授業を行うカトリック神学校）で神父の勉強をするためローマへ向かった。彼は1930年10月26日に叙階された。11月1日、初めてのミサをサンタ・マリア・マッジョーレ大聖堂で行ったと彼は述べている。1931年、彼はザグレブで助祭となった。彼は1931年に、カリタス協議会（Caritas）の大司教座分会を設立した。

## 恊働司教とザグレブ大司教
1934年、ステピナツはザグレブ大司教座の恊働司教に任命された。それはその他の候補者が教皇ピウス11世に拒否されたあとだった。ユーゴスラビア国王アレクサンダル1世は、自身が恊働司教任命に同意することをカトリック教会に求めていたからである。ステピナツは任命されるにあたり、In te, Domine, speravi（おお主よ、あなたに私をゆだねます）をモットーとした。この時期、アレクサンダル1世は王国の独裁化に奔走していた。ステピナツは、ヴラドコ・マチェクや他のクロアチア人政治家の釈放、およびその他一般の大赦を王に要求するザグレブ覚書に署名した者の中の一人であった。ステピナツは、自身が恊働司教に任命されたことに関して、マチェクに面会して謝意を示す機会を求めたが、ユーゴスラビア当局によって却下された。
1934年、アレクサンダル1世がマルセイユで暗殺された。ステピナツは司教アントゥン・アクシャモヴィッチ、ディオニジエ・ニャラディ、グレゴリイ・ロジュマンらとともに、セルビア正教会によって行われた王の国葬へ出席する特別許可を教皇庁から与えられた。クロアチアの政治家アンテ・トルムビッチはステピナツへ話をする機会が1934年に数度あった。ユーゴスラビア王国とのトルムビッチの関係において、『国家がカトリック教会に対して、全ての宗派に対するのと同様に振る舞い、カトリック教徒などに自由を保証するという前提つきで、ステピナツは国家への忠誠心を持っている。』と記録していた。7月30日、彼はフランス人代議士ロベール・シューマンを迎え、こう話した。『ユーゴスラビアに正義はない。カトリック教会は耐えている。』。

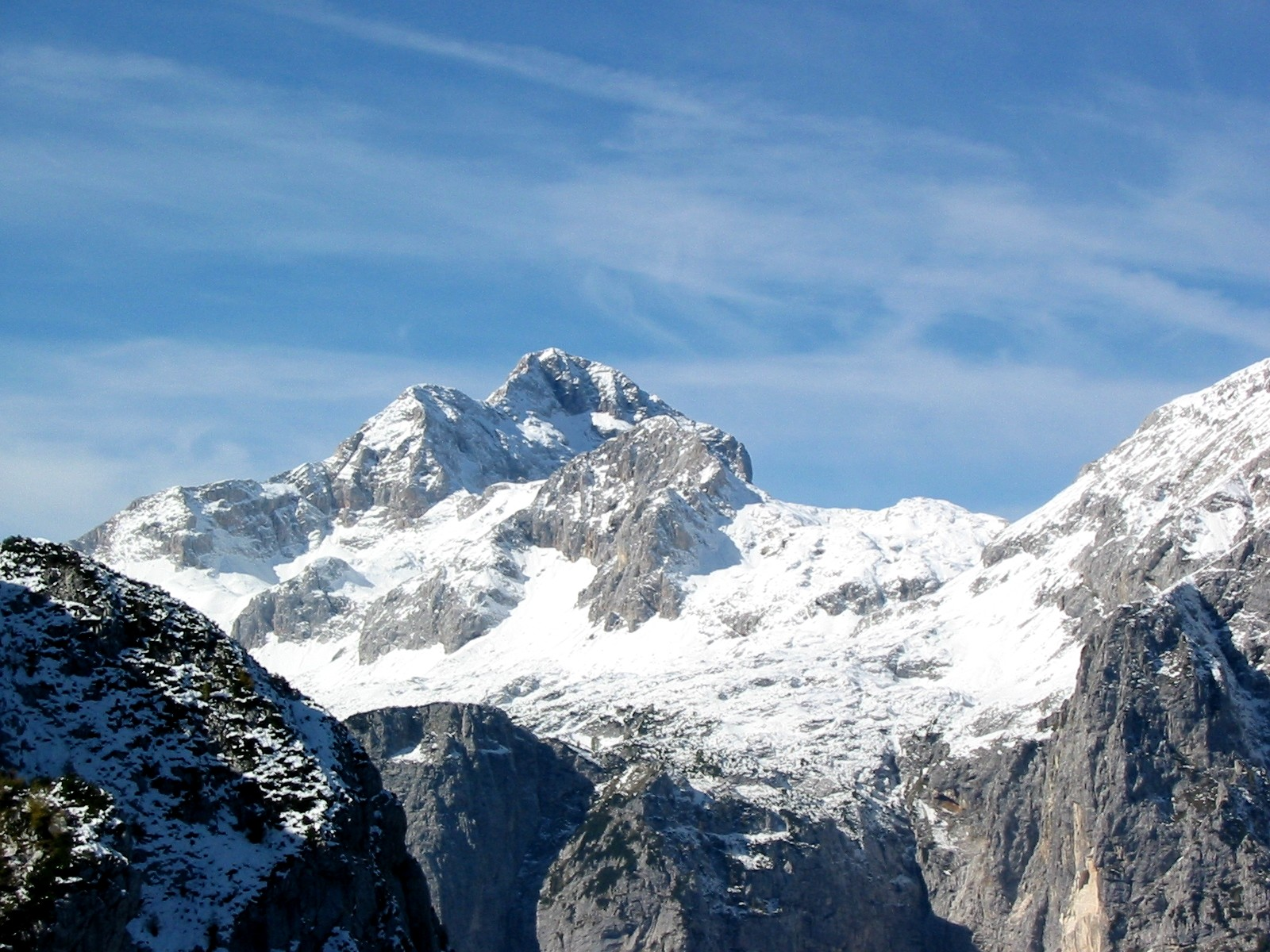
スロベニアの最高峰、トリグラヴ山

1936年、彼はユーゴスラビア王国最高峰である、スロベニアのトリグラウ山へ登った。現在の所、彼はトリグラヴの峰へのぼった唯一の高位聖職者であり、2006年にはこの登山を記念する礼拝堂が山頂付近のクレダリツァ山塊に建てられた。1937年、彼は聖地への巡礼を率いた（聖地エルサレムは当時のイギリス委任統治領パレスチナに含まれていた）。巡礼の途中、彼は殉教者ニコラ・タヴェリッチ（フランチェスコ会宣教師で、クロアチア人初の聖人。当時は福者）に捧げられた祭壇を祝福した。
1937年12月7日、ザグレブ大司教アントン・バウアーが死去した。そしてその時点で戒律年齢（en:Canonical age、教会法で定められた、聖体受領や各種の義務を引き受ける能力があるとみなされる年齢）40歳に達していなかったステピナツが後継のザグレブ大司教となり、教会史上最年少大司教の一人となった。1938年の四旬節に、ステピナツはザグレブ大学の学生たちにこう話した。「自らの国家へ向けられた愛は、人を野蛮な動物へ変えることや、全てを破壊すること、報復を呼び覚ますことはできない。しかし自国への愛は人を貴くする。それによって彼の国は他国への尊敬と愛を生み出すことができる。」。1938年、ユーゴスラビア総選挙が第二次世界大戦勃発前に行われた。ステピナツはヴラトコ・マチェクの対立候補に投票した。ラジオ・ベオグラードは、大司教がユーゴスラビア急進連合のミラン・ストヤディノヴィッチに投票したという嘘の情報を広めた。1938年後半、ステピナツは急性虫垂炎の手術を受けた。 
1939年4月、ドラグティン・フレン博士はステピナツに、マイヤーリンクからやってきた裸足のカルメル会（en:Discalced Carmelite）の尼僧集団について話した。この尼僧たちはナチス・ドイツから圧力をかけられていた。ステピナツは尼僧たちを受け入れることを決め、ブレゾヴィツァに住居を用意した。ステピナツは1939年10月6日にイヴァニッチ＝グラードで過ごし、彼は地元教区のために堅信礼を行った。1940年、彼はザグレブの聖マルカ教会でパヴレ王子を迎えた。パヴレはツヴェトコヴィッチ＝マチェク同意（en:Cvetković-Maček Agreement）支援をするためやってきた。ステピナツのもと、教皇ピウス12世は1940年をクロアチア人キリスト教化1300年を祝う聖年であると宣言した。1940年、フランチェスコ会は在クロアチア700周年を祝い、総長レオナルド・ベッロが行事のためザグレブを訪問した。この訪問の間、1940年9月9日に、ステピナツは第3フランチェスコ会に加わった。

## 第二次世界大戦

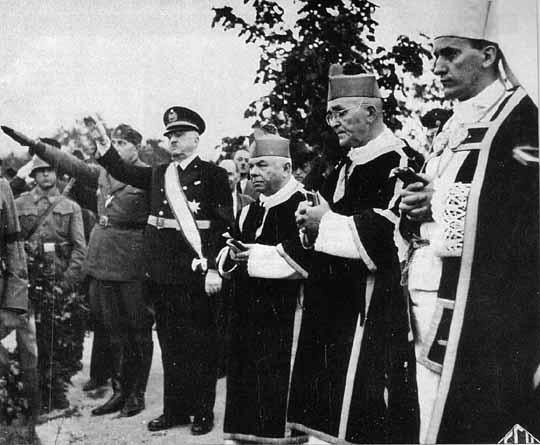
ウスタシャ指導部、他のカトリック聖職者たちとともにマルコ・ドシェンの葬儀に参列するステピナツ、1944年

第二次世界大戦中のナチス傀儡国家、クロアチア独立国においてステピナツはザグレブ大司教であった。この国家は1941年4月にユーゴスラビアがナチスに占領された後つくられた。極右的なクロアチア愛国者運動、ウスタシャが国家を治めた。この政権初期にステピナツは、クロアチア農民党のヴラドコ・マチェクらその他影響力のあるクロアチア指導者と同様に、政権を支持し、ユーゴスラビア王国の廃止を歓迎した。戦中の毎年4月10日、彼は枢軸国国家公布を祝福するミサを挙げていた(Alexander, op.cit.)。1941年4月21日、カトリックの新聞カトリチュキ・リストはステピナツが司教会議の座長として全て管理下においており、その紙上で大司教が4月12日と16日の対談でウスタシャ指導者を歓迎していると報じられた。ステラ・アレグザンダー(op. cit.)は、ユーゴスラビア軍は当時侵入者とまだ戦闘しており、これは裏切りであると報じている。さらに、それはステピナツが補助司教に任命された時、王への忠誠の誓いを『明らかな放心状態の発作で』破ったことを意味していた。バチカンを含めた世界中のほとんどの国は、クロアチア独立国を主権国家と認定しなかった。ステピナツは公然と、配下の聖職者たちに対して新しい国家のために祈るよう説き、、また国のために英知を持ってウスタシャ指導者アンテ・パヴェリッチが職務を果たすよう神に祈った。
ボスニア・ヘルツェゴビナを含む傀儡国家で実権を握ったウスタシャは、少数民族であるユダヤ人、ロマ人、正教会信徒であるセルビア人に対して、大量虐殺の猛攻撃を仕掛けた(Cornwell, pp 254-256)。歴史家ミーシャ・グレンニーによれば(The Balkans 1804-1999, Granta Books, London 1999)、『ウスタシャは彼らの領域を巨大な一つの屠殺場に変えた』。しかしバチカンへ送ったステピナツの報告では、彼はウスタシャ体制に有利なことを報告しただけだった。1941年3月28日、彼はセルビア人に対する自らの姿勢を明確にした。

すべてにおいて、クロアチア人とセルビア人は北極と南極という2つの世界に分かれており、もし神の奇跡がなければ共になることなどできないだろう。分裂教会（正教会）はヨーロッパ最大の悪であり、プロテスタントよりも遙かに悪である。この教会には道徳、原則、真理、正義、誠実さがない (Alexander, op.cit.)

この時期に、ステピナツはウスタシャの犯した、ユダヤ人、セルビア人、ロマ人を絶滅させようとする大量虐殺に関する異議を唱えなかった。ロバート・カプランの記録した『バルカンの幽霊』によれば、クロアチア人カトリック聖職者は、ウスタシャがセルビア人の村を急襲するのに同行し、むごたらしく殺された村民を前にして彼らが真の真理の一員として天国へ行けるよう洗礼を施していたことが知られていた。
1941年5月14日、ステピナツはグリナの虐殺の知らせを聞いてパヴェリッチへ抗議の手紙を送り、「クロアチア独立国の全土において、死に値する罪を犯したと証明されない限りにおいて、一人のセルビア人も殺してはならない。」と要求した。1942年5月24日日曜日、当局のいらだちに、彼は説教と、特別な言葉でもって大量虐殺を非難する司教の手紙を、セルビア人に言及することなしに用いた。:  

人類全てと人種全ては神の子である。人類全てに優劣はない。ロマ人、黒人、ヨーロッパ人またはアーリア人種には全て同じ権利がある。この理由から、カトリック教会は常に非難し、非難を続ける。全ての不正と全ての暴力が、階級、人種または国籍の理論の名で犯されることを。彼らが劣った人種だと考えられているからと、ロマ人とユダヤ人を迫害することは許されない

彼は1943年2月24日、パヴェリッチへ直接あてて手紙を書いた

まさしくヤセノヴァツ強制収容所はクロアチア独立国の汚点である。ポグラヴニク!（総統） 一人の聖職者として、一人の司教として私を見る人々に、キリストが十字架の上でしたことを言おう。「父よ、彼らをお許しください。彼らは何をしているのか分からずにいるのです」と。

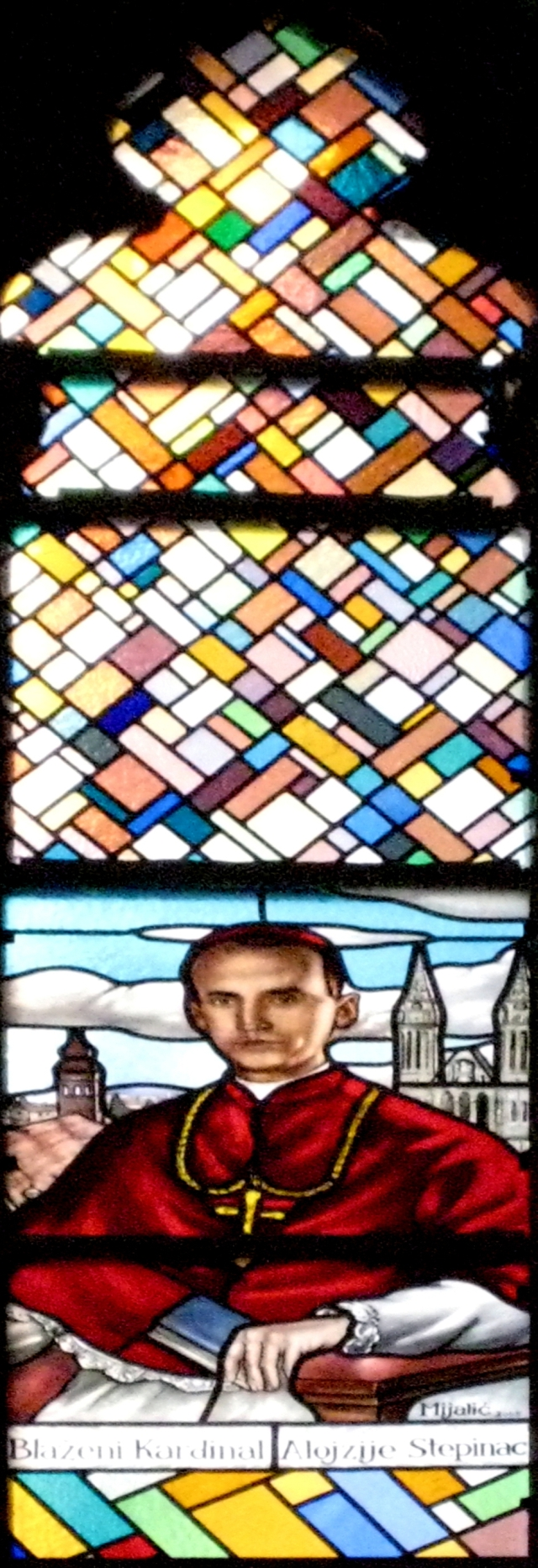
リエカにあるルルドの聖母教会のステンドグラス

後にステピナツは政府の官僚を呼び、ユダヤ人やその他人種への迫害をやめることと、犯罪者と、人種的な確定がなされた人または人質として扱われる人とを区別すべきとせきたてた。ステピナツはまた、異民族間結婚をした人々、カトリックへ改宗した人々に対する寛容を求めた。ステピナツは個々の聖職者に対し、もし正教会信徒が危険な状態にあるならば、彼らをカトリック教会に迎えるよう勧めた。この改宗は有効性がなく、危険が去った後に彼らが宗旨を戻したいのならば許すようにしたのである。また、戦前から戦中にかけて、ステピナツは直接・間接的に、数多くのユダヤ人を救うことに関与した。ショムロニ博士、別名エミール・シュヴァルツは、1942年までザグレブの主任ラビであったミロスラヴ・シャロム・フライベルガーの個人秘書であった。ユダヤ人の生命を救う行為で、ショムロニは主任ラビとステピナツの仲介者となった。ショムロニはのちに、自分はステピナツに本当に感謝し、彼は戦時中のユダヤ人のため最大のそして最前の行為を行ったと述べている。伝えられるところによると、この時点でウスタシャ政権は聖座（en:Holy See、教皇庁）に対し、ステピナツをザグレブ大司教の地位から解任するよう世論を喚起した。これはしかし、イタリアの圧力を受けてもクロアチア独立国を承認しないバチカンには効果がなかった。
1941年後半、独立民主党のクロアチア人プルヴィスラヴ・グリソゴノがステピナツへ書いた手紙が回覧され始めたと伝えられた。セルビア人に対する恐ろしい犯罪を詳述し、大司教を責める内容だった。グリソゴノは、手紙が広まった時点ではバニツァ収容所におり、解放されたと同時に彼に宛てて書き、それは偽造であったと大司教に話した。手紙の偽装を行ったのは、グリソゴノの子孫アダム・プリビチェヴィチだとされている。これにもかかわらず、手紙はセルビア救国政府とユーゴスラビア王国政府の両方に利用された。セルビア民主党党首で、ユーゴスラビア政府の通信大臣だったミラン・グロルも、偽造の手紙を糾弾したが、彼が亡命中に政府のラジオ番組上でまだ放送されていた。
ステピナツと教皇大使は、イタリア王国、ハンガリー軍、ブルガリア軍の仲介のもと、ベオグラードに対して、ユーゴ在住ユダヤ人が追放を避けるためにバルカンの占領地に隠れ家を確保することを認めるよう主張した。大司教は、これらの領土を安全に経由して旅するユダヤ人のため、イスタンブール駐在大使アンジェロ・ロンカッリ（のちの教皇ヨハネ23世）と共に中立国トルコとスペインを行き先に設定した。彼はドラグティン・イェシ師に安全にユダヤ人数人を送り届けた。イェシ師は、パルチザン支援の容疑でウスタシャに戦時中に殺害された。
1942年、ハンガリー当局者は、ハンガリー国内の司教座に対する教会の見地からハンガリー占領下のメジムリェ郡を帰属させるよう働きかけた。ステピナツはこれに反対した。そして戦中に教区の教会を変えないことをバチカンから保証された ステピナツは1943年にバチカンへ旅行した。そこで彼はクロアチア人芸術家のイヴァン・メシュトロヴィチと接触した。メシュトロヴィチによると、ステピナツは彼に、クロアチアの首領アンテ・パヴェリッチが、国内で犯されている犯罪について知っているかどうかを尋ねたという。メシュトロヴィチがパヴェリッチは全てを知っているはずだと答えると、ステピナツは急に泣き出した。メシュトロヴィチは1959年までユーゴスラビアへ帰国しなかった。そして帰国してステピナツと再会したとき、彼は自宅に軟禁中であった。メシュトロヴィチは、ステピナツの死後も彼の胸像を彫り続けた。そこには以下のように刻まれた。「ステピナツ大司教は根拠のない言葉の男でなく、むしろ、己ができるときに全ての人を活動的に助けた。彼ができた限界まで。彼は、その人がクロアチア人かセルビア人か、カトリックか正教会か、キリスト教徒か非キリスト教徒かに関係なく、区別しなかった。彼になされた全ての攻撃は、誤った情報の産物、曇った心の産物であり、そのいずれもこの事実を変えられない。....」
1943年10月26日、ドイツ軍が大司教の兄弟であるミヨ・ステピナツを殺害した。1943年、ステピナツは、市周辺のユーゴスラビア・パルチザンがもたらす危険からザグレブにとどまるドゥブロヴニク司教ヨシプ・カレヴィチに引退を助言した。これにもかかわらず、カレヴィチはヴェリコ・トルトヴィシチェ（クラピナ＝ザゴリエ郡）近郊のストルミツァ教区へ移り、1945年4月か5月にパルチザンに殺害された。1944年、ステピナツはポーランドの聖パウロ会聖職者Salezy Strzelecを迎えた。彼は、ザグレブ大司教ステピナツとマリヤ・ビストリツァ大司教について、ポーランドへ帰国してから記した。
ウスタシャの恐怖政治の始まった頃を通して、ウスタシャはザグレブやベオグラードにいるナチス高官すらうろたえさせるほどだった。ステピナツはザグレブのカトリックの出版物が体制を支持し続けることを認めた。そして、サラエヴォ大司教イヴァン・シャリッチをはじめとする聖職者らによるウスタシャ政権へ追従を、彼は妨げなかった。クロアチアのカトリック教会は、一部のセルビア人に対するウスタシャの改宗政策に、カトリック教会が受動的な態度をとったとみられることへの批判と戦わなければならなかった。しかし、知識人を除いたセルビア人にとって、カトリック信仰を選ぶことで別の迫害から逃れることができたのだった(see Cornwell, op cit, pp 253 ff)。ステピナツは、政府を批判するいかなる試みも公にしようとはしなかった。だが彼は後に聖職者たちに対して秘密の伝言を伝えるような引用をした。「狂気と凶暴の今の時間が過ぎるとき、宗教信条と無関係に改宗した人々は我々の教会に残るだろう。そしてその他の人々は、危険が去ったとき、彼らは己自身へ帰るのだ。」
一部の歴史家たちは、ウスタシャがステピナツの暗殺を計画していたと議論している。

## 戦後

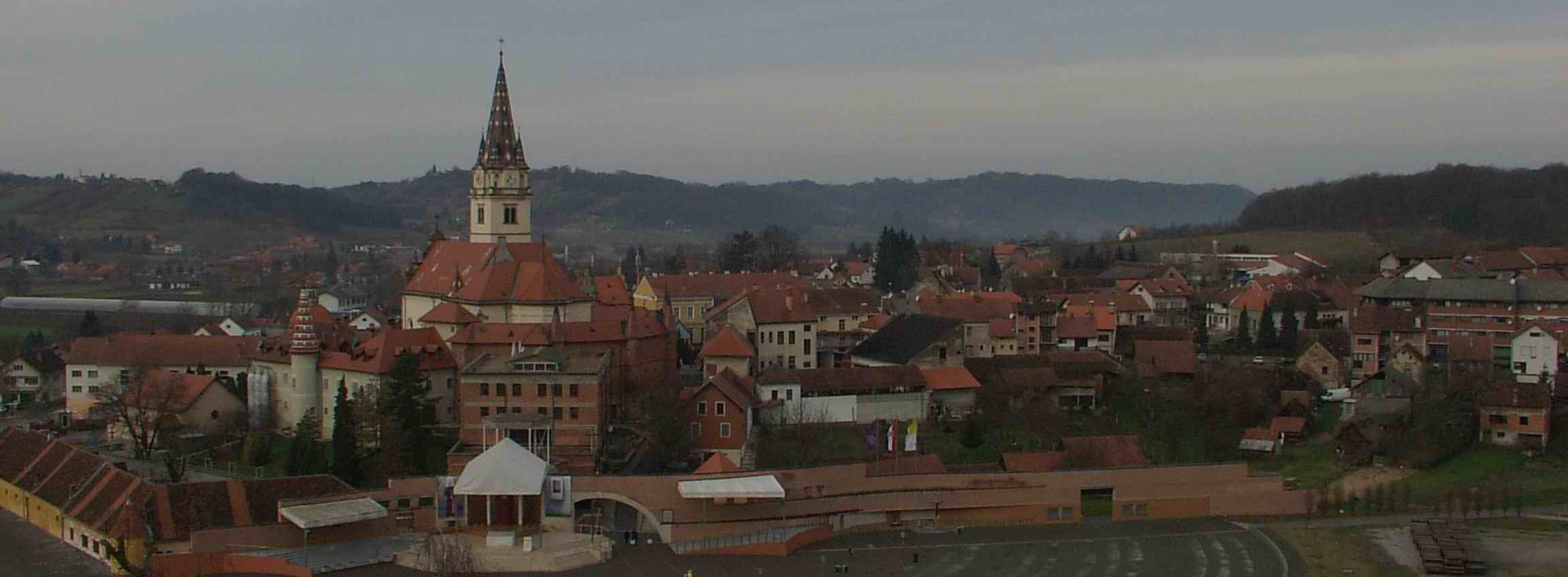
マリヤ・ビストリツァ村

ステピナツは、戦争を生き抜いた唯一のザグレブの高位宗教指導者だった。ザグレブのユダヤ人自治体のラビ代表ミロスラヴ・シャロム・フレイベルゲルは1943年にSSによってアウシュヴィッツ強制収容所へ連行され、到着後にすぐ死んだ。セルビア正教会首府総主教ドシテイ・ヴァシッチは1945年1月13日に死んだ。ザグレブへパルチザンが到着すると、彼らは福音主義教会司教フィリップ・ポップ、ザグレブのイスラム指導者イスメット・ムフティッチ、そしてクロアチア正教会のゲルモゲン・マクシモヴが逮捕され、処刑された。
戦後の1945年5月17日、ステピナツは逮捕された。6月2日、ヨシップ・ブロズ・ティトーはザグレブ大司教座の代表と面会した。同日、ステピナツは釈放された。6月4日、彼はティトーと面会したが、両者は何の同意にも至らなかった。6月22日、クロアチア社会主義共和国の司教たちは、新政権によってなされた不正と犯罪を記した書簡を公にした。7月8日、ステピナツは毎年行うマリヤ・ビストリツァ巡礼において4万人から5万人の人々を先導した。これは、彼のマリヤ・ビストリツァへの最後の巡礼となった。7月10日、ステピナツの秘書スティエパン・ラツコヴィッチがローマへ旅立った。彼のローマ滞在中、共産主義政権はラツコヴィッチのユーゴスラビア帰国を禁じた。
1945年9月17日から22日、ユーゴスラビア司教会議がザグレブで開催され、これらの問題を議論した。10月20日、ステピナツは書簡を公にした。その中で彼は、273人の聖職者たちがパルチザンが実権掌握後に殺害され、169人が投獄され、別の89人が失踪したが死んだと思われる、と述べていた。これらの執行はユーゴスラビア最高司令部によって命令されておらず、そのほとんどの場合、親ナチ聖職者に対して市民と孤立するパルチザン集団が自然発生的に懲罰を加え、ユーゴスラビア政府は何も関与していなかったと主張された。この書簡に応じて、ティトーは、未熟な新生ユーゴスラビアにステピナツは宣戦布告したと糾弾する日刊紙に社説を書くことで、初めてステピナツに対する反対意見を公にした。
旧王国の戦争で荒れ果てた残りと、深く残った苦い思いから新しい共和国を創り出す際に、ティトーは国の全てに関わる中心目的としてスローガンBratstvo i jedinstvo（兄弟愛と統一）を確立し、誰もそれに疑問を呈することは許されなかった。そのような状況の中で、ステピナツの忍耐は勇敢で向こう見ずだった。11月4日、彼はザプレシッチ（ザグレブ郡の町）で群衆から石を投げ連れられ、1946年1月にユーゴスラビア政府は教皇庁にステピナツをどこかに配置するよう依頼した。依頼は拒絶された。1946年1月5日、ステピナツはランドルフ・チャーチル（イギリス軍人。首相ウィンストン・チャーチルの子）の訪問を受け、彼はOZNA（ユーゴスラビア政府の国家公安局）が大司教を監視し、彼の内部での通信が全て検閲されていたと述べた。

### 裁判

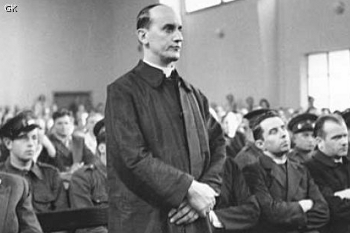
公判中のステピナツ、1946年

1946年9月より、ユーゴスラビア当局はステピナツを、 - ナチスとの共謀罪、ウスタシャ政権下での大量虐殺との関係、宗教的扇動者としてウスタシャ軍内で従軍司祭を務めたこと、銃口をつきつけてのセルビア正教からカトリックへの強制改宗、ユーゴスラビア政府への大逆罪 - などの訴訟で訴えた。ステピナツは1946年9月18日に逮捕され、裁判は9月30日から始まった。
ティトー側近のユーゴスラビア高官ミロヴァン・ジラス（Milovan Đilas）は、ステピナツが『私は戦争での疑わしい行為で裁判になることはおそらくないだろう。私は新しいユーゴスラビア国家に公に反対し続けてこなかったのだから。』と言ったと証言した。
ステピナツは、元ウスタシャ政権高官と並んで法廷に立った。エリフ・リサクは死刑を宣告された。イヴァン・シャリチの裁判は、傀儡政府とカトリック教会分子の間でなされた共同関係の解明に取り組むユーゴスラビア政府による決定を反映していた。全部で16人の被告人がいた。
裁判の方法は、カトリック教会、スイス、その他西側数カ国と愛国者らによって批判された。ステピナツは、この裁判は世論操作のための裁判だと主張した。彼は、弁論第4日目の10月3日に長い、38分間のスピーチを行った。その時、彼は自分の良心は告発全てに関連することが明白であると述べ、また自分は自身を守るつもりはなかったし、有罪判決に不服申し立てするつもりもないと述べた。代わりに、自分は嘲笑や軽蔑、屈辱だけでなく、信条のために死も受け入れると述べた。ステピナツはさらにこう述べた『国家が教会を攻撃するのために自分を攻撃している。悪意による改宗はなされなかった』。彼は、同時期にユーゴスラビア王国内にあったように、軍属司祭がクロアチア独立国内で設置された、それは一般兵士の信仰の必要性に呼びかけたもので、軍そのもののためでなかったし、またこれをもって軍による行動の全てを是認した証とはならない、と非難した。さらに、彼は自身がウスタシャであったことは一度もなく、自分のクロアチア愛国心は、セルビア人が治めたユーゴスラビア王国内で国の不平不満から生じたものだと主張し、セルビア人また国家に対する、いかなるテロ活動や反政府活動にも参加したことはないと断言した。
ステピナツは、パルチザンによって260人から270人の聖職者が殺害されたと再び主張し、これらの即決処刑を野蛮だと考えると述べた。彼は教会財産 - 学校、神学校、印刷所の国有化を非難した。そして聖職者の妨害と脅迫と同様に、教育における教会の妨害の連座、出版、慈善活動（慈悲は社会主義者によって堕落だと考えられた）、学校での宗教教育などの妨害を非難した。彼は、一般的な無神論、進化論、実利主義と共産主義のような問題にも不満を申し立てた。
国側は、起訴事実を支持する証拠と、従軍司祭が行った強制改宗と処刑に関係した証人を連れてきた。国側は、たとえステピナツが彼らに直接命じなかったとしても、それを止めようとはしなかったと主張した。彼らはクロアチア独立国軍内で従軍司祭の不均衡な数を指し示し、ウスタシャ当局とステピナツの協力関係の詳細を進呈しようとした。当時の外交問題政治は、バチカンがこれらの告発において可能な限り裁判に関係するよう要求した。告発が本当だろうとそうでなかろうと、ステピナツの共謀を示唆するためにあらゆる機会が利用された。
裁判は教皇庁によってすぐに非難された。多くのカトリック教徒と非カトリック教徒は、裁判の過程で強制された目撃者の声明、偽証と偽装された文書によって致命的に裁判が危うくされているとみなした。そういった批判は、教皇に宛てて書かれた手紙を証拠として引用したのが一例である。その手紙は1943年にステピナツが書いたといわれたものだった。手紙はウスタシャの大量改宗プログラムと政権そのものに支持を表明したとする罪に陥れるものだった。しかしステピナツはそれを書いたことを否定した。検察官は、ステピナツの署名の入ったコピーがあると主張したが、コピーは提示されなかった。
1946年10月11日、法廷はステピナツへ重大な反逆罪と戦争犯罪を犯したという判決を下した。彼は懲役16年を宣告された（反逆罪にしては軽い懲罰だとみなされた）。公判の進行に参加した、大部分の陪審員を含む全てのカトリック教徒は、教皇によってすぐさま破門された。
1946年10月13日、ニューヨーク・タイムズ紙はこう書いた。"大司教ステピナツの裁判は、前もって決められた結果に沿った政治的なものだった。このクロアチア人高位聖職者の裁判と判決は、人種、性別、言語、信条に関係なく人権と全ての基本的自由権を尊重するというユーゴスラビアの誓約と矛盾する。大司教ステピナツは、共産主義の敵であるというだけで有罪を宣告され、反教会運動の一部分として投獄されるだろう"。在アメリカ・ユダヤ人協会は、このように厳しい姿勢を表明した。"ステピナツは、反ナチスを表明することが非常に難しく危険であった頃、ヨーロッパで当時のナチス独裁政治に反対する声をあげた非常に希な人物であった。"。1946年11月1日、ウィンストン・チャーチルは裁判についてイギリス下院に宛てて書き、その結果について大きな悲しみを表明した。ステピナツの不在で、ベオグラード大司教ヨシップ・ウイツィッチがユーゴスラビア司教会議議長代理に就任し、ステピナツの死までその職位を務めた。
1947年3月、クロアチア社会主義共和国大統領ヴラディミル・バカリッチは、ステピナツに会うためレポグラヴァ刑務所を公式訪問した。彼は、ユーゴスラビアの首領ヨシップ・ブロズ・ティトーに宛てた大赦嘆願に署名すれば、ステピナツが出国するのを許すだろうと提案した。その代わりに、ステピナツはバカリッチに、中立の法廷で再び裁判をするようティトーへの要望を預けた彼は、ザグレブ最大の広場でクロアチア国民を前に、自分の行動を説明すると申し出た。肯定的な反応は、バカリッチからもティトーからも得られなかった。1951年11月11日、ニューヨーク・タイムズ紙記者ズルツバーガーが、レポグラヴァ刑務所のステピナツを訪問した。ズルツバーガーは、ステピナツへのインタビューによって1951年度のピュリッツァー賞を獲得した。
レポグラヴァ刑務所で懲役の5年間を務めた後、そこで彼の教会内での高い地位を認められて通常より良い設備を提供された（2つの房に加え私的礼拝堂となる房が加わった）。アロイジエ・ステピナツは、ユーゴスラビア首相ティトーによる懐柔的意思表示で釈放され、ローマへ向かい引退するか、故郷のクラシッチ教区に監禁されるかいずれかの状況を提示された。ステピナツは母国を去ることを拒み、クラシッチで晩年を生きることを選んだ。彼はクラシッチへ1951年12月5日に移送された。彼はこのように言った。"彼らが力尽くで私を飛行機に乗せ、国境を越えて連れて行かない限り、彼らは私をここから去らせないだろう。このような困難な時期に人々の元にとどまることが、私の義務なのだ"。1952年1月31日、共産主義体制は、公立学校での宗教教育を廃止した。4月、ステピナツはベルギーのラ・リベルテア紙ジャーナリストにこう話した。"私はカトリック教徒の若者たちを非常に心配している。学校で政府は、真実を否定することに基づく強力な共産主義プロパガンダを実行しているからだ".
1952年11月29日、ステピナツの名前がピウス12世が新たにつくった枢機卿の名簿に載った。その返答として、1952年12月17日、非同盟国であるユーゴスラビア政府はバチカンとの外交関係を断絶した。政府はザグレブ大学からカトリックの神学部を追放し、1991年にクロアチアが民主制に変わるまで学部は復活しなかった。ステピナツは自宅監禁状態であったため、1958年のコンクラーヴェに参加することができなかった。1959年6月2日、彼はイヴァン・メシュトロヴィッチへ宛てて手紙を書いた: "私はおそらく、体調の悪化のために世界で共産主義が崩壊するのを生きて見ることはできないだろう。しかし、私は共産主義の崩壊を全く確信している。"

## 死と遺産

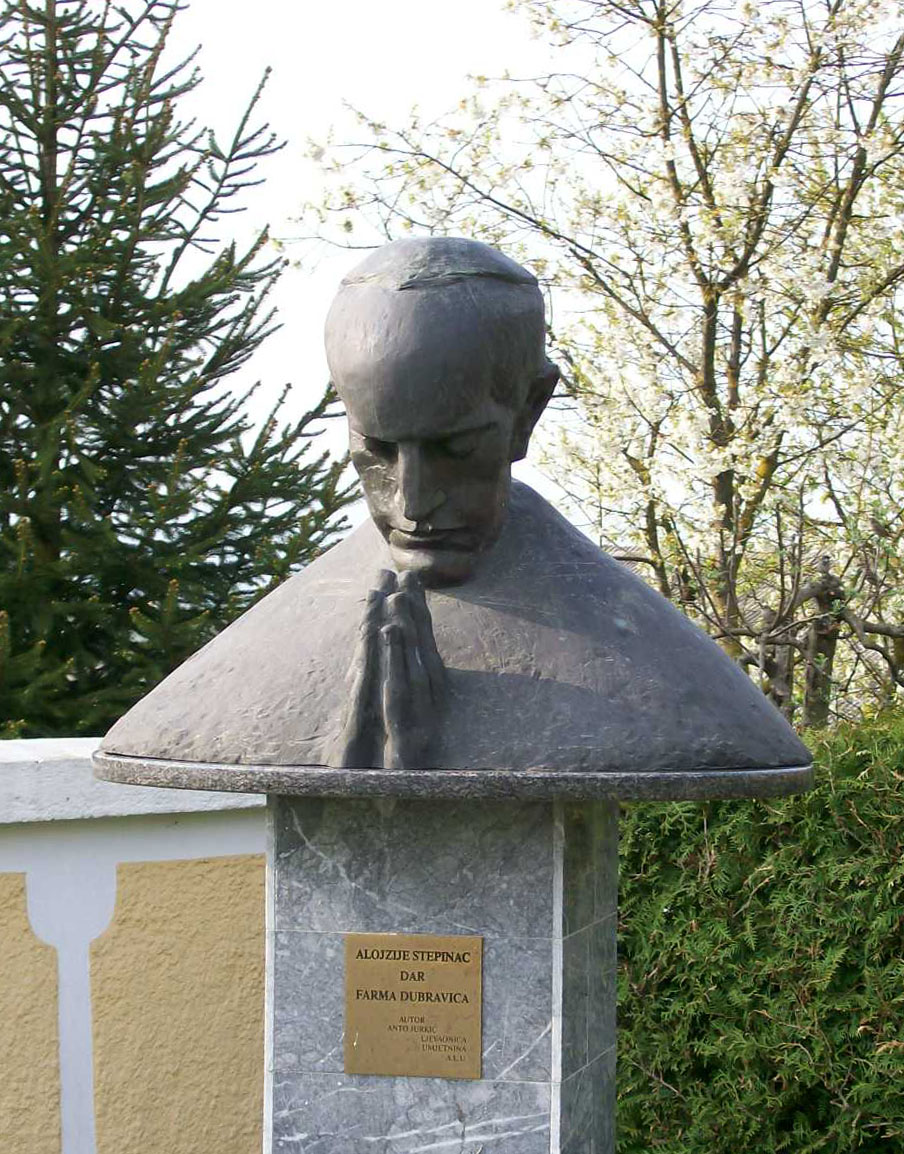
ステピナツの胸像

1953年、ステピナツはまれな血液病である多血症であると診断された。7年後、61歳のステピナツは血栓症で亡くなった。ティトーの許可を得て、完全な監視状態の中、ステピナツは上級聖職者の地位にふさわしい儀礼を受けながらザグレブに埋葬された。ウィーン大司教で枢機卿のフランツ・ケーニクも、葬儀に列席した一人であった。
ステピナツが自宅で静かに死んだにもかかわらず、彼は多くの支持者らと多くのカトリック教徒らの視点から殉教者にされた。彼が殺されたという証拠がないが、彼らはステピナツの晩年の健康の衰えは、投獄が原因であり、おそらく病院よりむしろ自宅で療養していたことが悪化させたのだと主張した（法律で命令されたとして）。これに反論して、別の者はステピナツが他の囚人と比較して、住まいとしている房と隣接した房を私的礼拝堂として使うために通常の2倍の広さを割り当てられていたことから、レポグラヴァでの処置を好んだと論じている。
1970年、クロアチアのカトリック系日刊紙グラス・コンツィラは教皇庁の公式新聞オッセルヴァトーレ・ロマーノから借りたステピナツのテキストを発行したが、裁判所の命令によって初版の没収に終わった。カトリック教会は、1997年11月11日、ステピナツを殉教者と宣言した。少なくともカトリック教徒のため、ヨハネ・パウロ2世がステピナツは本当に殉教していたと断言した1998年10月3日、ザグレブでの討論が解決したのである。ヨハネ・パウロ2世は、聖人候補が殉教したクラシッチの地で早くにそのことを決定した。信者のステピナツを福者にしてほしいという要請は、聖人候補者による奇跡的なとりなしの証拠を得るという通常の条件なしに進めることができた。従って、ヨハネ・パウロ2世は、自らが列服した最後の枢機卿を福者の列に加える前に、このように言った。カトリック教会の傑出した人物の一人が、自身の体と精神で共産主義システムの極悪さに耐え、今や殉教行為の輝ける象徴として彼の同国人の記憶に預けられている

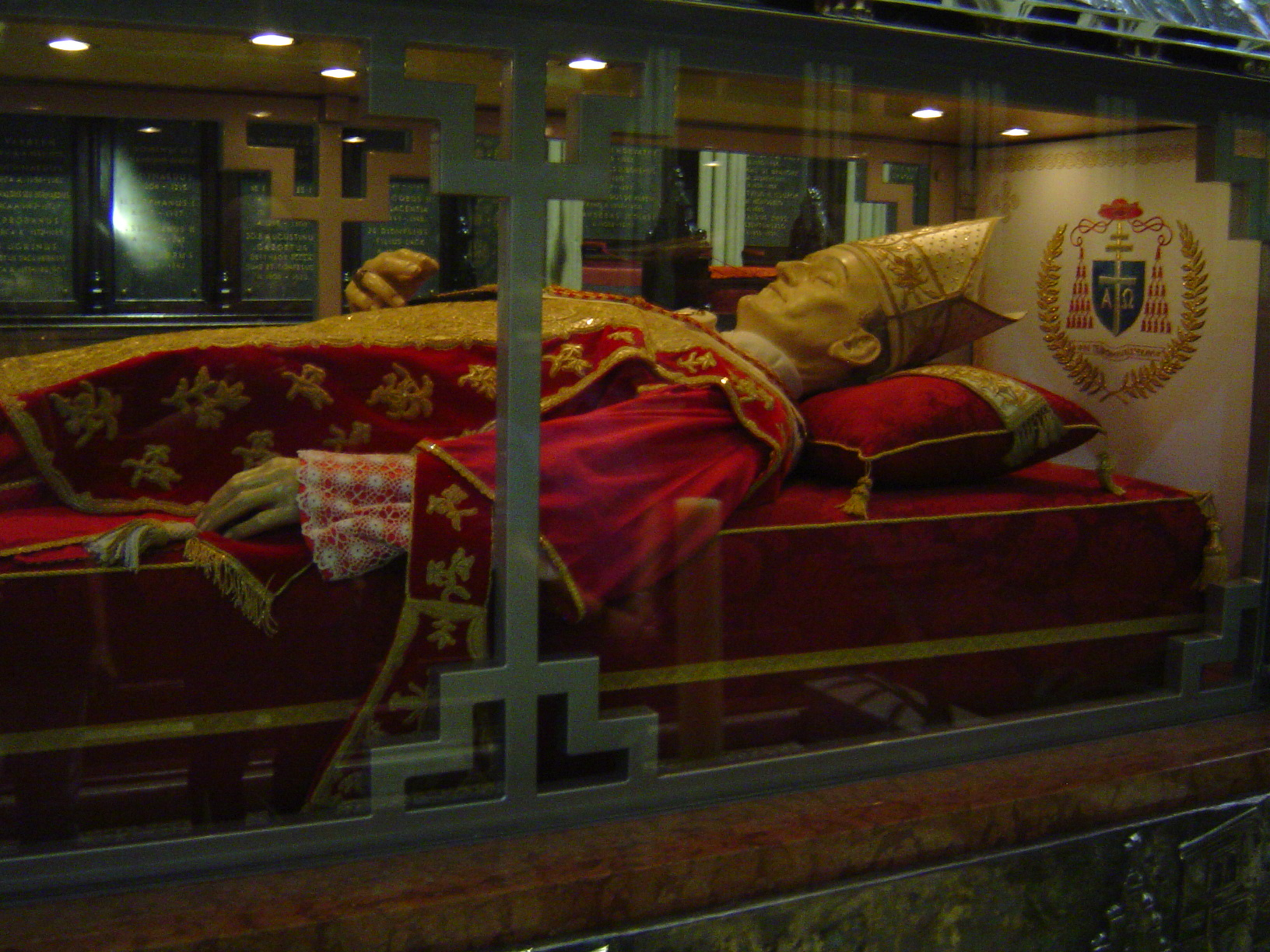
ザグレブ大聖堂内のステピナツの墓

1984年、アメリカ合衆国オハイオ州クリーブランドへ移住したクロアチア移民の共同体は、ステピナツにちなんだ名のクロアチア人アメリカン・ホームを建てた。廊下にはステピナツ大司教の等身大より大きな像が据えられている。
一方で多くの非カトリック教徒たちは、ステピナツの殉教と総合的な彼の聖人の資格について納得しないままであった。一部は、彼を大量殺戮の守護聖人として知らせるようになった最も厳しい批判に対する一つの結果として、これを根拠のない挑発としたうえ聖人の身分の段階の一歩を踏んだことを、彼の昇進とみなした。列福が、カトリックと共産主義、セルビア人とクロアチア人の間の古くからの論争に火を付けたことは疑いもなかった。クロアチアのユダヤ人共同体の一部メンバーは、第二次世界大戦中ステピナツに助けられており、彼の列福に反対しなかった。しかしサイモン・ウィーゼンタール・センターは、ステピナツの戦時中の行為がさらに調査がされるまで列福を延期するよう依頼した。バチカンは、この申し入れを黙殺した。
1992年2月14日、クロアチア政府は1946年の裁判の決定、抗議の中でそれに至った過程を象徴的に非難した。ステピナツ投獄の真の動機は、彼が多くの共産政権の犯罪を指摘したこと、特にクロアチア・カトリック教会が教皇との断絶を生み出すのを拒んだためであると言われている。しかし、評決はどの裁判所でも正式に疑問を呈されもせず覆されもしなかった（1997年から1999年の間、クロアチアの法律で可能であったにもかかわらず）。1998年、クロアチア国立銀行は、ステピナツを記念した500クーナ金貨、150クーナ銀貨を発行した。
ステピナツを、諸国民の中の正義の人の名簿に、2人のユダヤ系クロアチア人が別々の機会に加えようと推薦したが不成功に終わった。この運動に関わったユダヤ系クロアチア人の一人、アミエル・ショムローニは、ステピナツのヤド・ヴァシェムの名簿へ追加を妨げたセルビア人ロビー活動に対し、最近異議を申し立てた。サラエヴォ出身で現在アメリカ在住のユダヤ人エスター・ジトマンは、クロアチア独立国内のユダヤ人の運命の課題で博士号を取得している。彼女は、一部の人々が認めようとするよりもさらに大いにユダヤ人のためにステピナツは尽力したと述べた。しかし、ヤド・ヴァシェムが要請を受理しなかった理由は、申請者たち自身が、名簿編入の必要条件であるホロコーストの生還者でなかったことであると述べた。そして、同時代の大量殺戮を行った政権と密接な関係を保ちながら、人道的な仲介を行っていた行為は名簿編入から排除されると述べた。
2007年、基礎自治体マリヤ・ビストリツァはステピナツの小道という、大聖堂へと、クラシッチ、ザグレブ市内のカプトル、メドヴェドニツァ、マリヤ・ビストリツァ、レポグラヴァら各地とつながる巡礼の小道を造る計画を始めた。クラシッチ近郊のゴルフ・コースは枢機卿の谷と呼ばれている。2007年、ザグレブにアロイジエ・ステピナツ博物館が開館した。
サッカークロアチア代表選手のダリオ・シミッチは、ユーロ2008の対ポーランド戦で、ジャージの下にステピナツの像のついたTシャツを着ており、試合後にそれを明らかにした。

## 参照
- Marcus Tanner, Croatia, Yale University Press (New Haven and London 1997)
- Herbert Butler, The Sub-prefect Should Have Held His Tongue, Allen Lane The Penguin Press (London 1990)
- John Cornwell, Hitler's Pope, Viking (London 1999)
- Stella Alexander, Triple Myth: a life of Archbishop Alojzije Stepinac, East European Monographs (Boulder, Colorado 1987)